# Edifici al carrer Reus, 34-40 (Ginestar)
L'Edifici al carrer Reus, 34-40 és una obra de Ginestar (Ribera d'Ebre) protegida com a Bé Cultural d'Interès Local.

## Descripció
Edifici de grans dimensions situat al carrer de Reus, eix vertebrador de la vila de Ginestar. L'habitatge és de planta rectangular i té una distribució de tres nivells. La façana principal, orientada a nord, té una composició de quatre eixos vertical i aquesta, al seu torn, divideix la finca en quatre habitatges independents entre si. Els quatre portals dels habitatges, són idèntics i compten amb una estructura d'arc rebaixat amb aparell de maó a sardinell. Al pis entresòl, en canvi, les obertures, són d'arc de llinda i, a més a més, el tram del número 34 presenta dues finestres i la resta només una. Al darrer nivell, hi ha quatre finestres d'arc pla inscrites dins arc rebaixat, però el tram del número 40 compta amb una finestra més, d'arc de llinda. En conjunt, seguint la tipologia dels portals, les finestres estan emmarcades amb aparell de maó de pla. No obstant, el parament de la façana, és de filades de carreus irregulars, poc escairats i lligats amb morter de calç. Corona l'edifici, una àmplia estructura de voladís formada per la imbricació de rajol i teula ceràmica. La coberta de l'edifici és de teula àrab i té una inclinació de dos aiguavessos.